# Cunnamulla

S
Cunnamulla – miasto w Australii, w stanie Queensland.